# Французский конституционный референдум (1969)
Французский конституционный референдум проводился 27 апреля 1969 года по вопросу о децентрализации и создания регионов и о реформе Сената. Президент Франции де Голль, ослабленный после кризиса 1968 года, вместе со своим новым премьер-министром Морисом де Мюрвилем предложил проект широкой реформы Сената и создание регионов. В поисках поддержки населения де Голль прибег к референдуму. Он заявил, что если законопроект будет отвергнут, он уйдёт в отставку. Левая оппозиция немедленно начала кампанию против законопроекта. Более того, де Голль был поставлен в неловкое положение, когда его бывший премьер-министр Жорж Помпиду заявил, что Жискар д’Эстен, бывший министр финансов, не будет голосовать за реформы.
Референдум отверг законопроект большинством в 52,41 %. После этого де Голль ушёл в отставку. Досрочные президентские выборы прошли в том же году. Президентом стал Жорж Помпиду, которого де Голль изначально прочил на своё место в случае провала референдума.
Вопрос, вынесенный на референдум, был следующий:
" Approuvez-vous le projet de loi soumis au peuple français par le Président de la République et relatif à la création de régions et à la rénovation du Sénat ? «
» Одобряете ли Вы законопроект, представленный французскому народу Президентом Республики относительно создания регионов и обновления Сената? "

## Результаты
| Участие в референдуме:           |            |         |
| Бюллетеней опущено               | 23 552 611 | 80,13 % |
| Не голосовало                    | 5 839 779  | 19,87 % |
| Всего избирателей                | 29 392 390 | 100 %   |
| Опущенные бюллетени:             |            |         |
| Действительных                   | 22 908 855 | 97,27 % |
| Незаполненных и недействительных | 643 756    | 2,73 %  |
| Всего голосов                    | 23 552 611 | 100 %   |
| Да и Нет:                        |            |         |
| Да (за)                          | 10 901 753 | 47,59 % |
| Нет (против)                     | 12 007 102 | 52,41 % |
| Всего                            | 22 908 855 | 100 %   |